# 1703 год в науке
В 1703 году в науке и технике произошло несколько значимых событий.

## Метеорология
24 ноября—2 декабря — Великий шторм 1703 года, крупнейший в истории Англии шторм ураганной силы, возникший на западе Южной Англии.

## Техника
Французский физик Жан де Отфёй построил несовершенный сейсмограф.

## Административные назначения
Исаак Ньютон избран президентом Лондонского королевского общества. Он занимал эту должность вплоть до своей смерти в 1727 году.

## Публикации
- В России при участии Л. Ф. Магницкого  опубликовано содержательное учебное пособие «Арифметика», служившее до середины века[1].

## Родились
- 15 января — Иоганн Эрнст Гебенштрейт, немецкий врач и анатом; доктор медицины, профессор Лейпцигского университета, член Леопольдины († в 1757)[2].
- 28 октября — Антуан Депарсье, французский математик
- 25 ноября — Жан-Франсуа Сегье, французский астроном и ботаник
- 2 декабря — Фердинанд Кончак, хорватский иезуит, миссионер, путешественник
- 9 декабря — Честер Мур Холл, английский юрист и изобретатель
- 13 (24) декабря — Алексей Чириков, русский дворянин, мореплаватель, капитан-командор, исследователь северо-западного побережья Северной Америки, северной части Тихого океана и северо-восточного побережья Азии

## Скончались
- 11 января — Иоганн Георг Гревиус[англ.], немецкий классический филолог и критик (род. в 1632).
- 3 марта — Роберт Гук, английский естествоиспытатель, учёный-энциклопедист (род. в 1635).
- 22 сентября — Винченцо Вивиани, итальянский физик и математик, ученик Галилея и Торричелли, составитель первой биографии Галилея (род. в 1622).
- 28 октября — Джон Валлис, английский математик, один из предшественников математического анализа (род. в 1616).